# Норт-Роналдсей
Норт-Роналдсей (англ. North Ronaldsay) — самый северный из Оркнейских островов у северной оконечности Шотландии.

## Этимология
Название острова возможно произошло от скандинавского -Rinansøy (рус. Ринансей) и под этим именем упоминается в «Саге о Харальде Прекрасноволосом».

## География
Находится в северо-восточной части архипелага Оркнейских островов, на северо-восток от острова Сандей, отделён от него проливом Норт-Роналдсей-Ферт. В сорока километрах на северо-восток лежит остров Фэр-Айл.
Омывается с юго-востока Северным морем, с северо-запада Атлантическим океаном.
Погода очень переменчива. Рельеф в основном равнинный, почвы плодородны и используются в сельском хозяйстве.

### Фауна
Остров известен короткохвостой породой овец Норт-Роналдсей, которая живет на берегах острова и питается в основном водорослями. От центральной части острова овец отделяет каменная стена, построенная по всему периметру.
Для наблюдения за миграцией птиц на острове построена орнитологическая обсерватория.

## Население
Основным поселением острова является деревня Холландстаун в центре острова.

## Экономика
Аэропорт Норт-Роналдсей находится в западной части острова, регулярные ежедневные рейсы компании Loganair в Керкуолл и еженедельные на острова Идей и Папа-Уэстрей.
Паромы компании Orkney Ferries соединяют остров с Керкуоллом.
Первоначально 21 метровый маяк Деннис-Хэд-Олд-Бикон построен инженером Томасом Смитом в 1789 году. Современный маяк высотой 42 метра находится в ведении организации Northern Lighthouse Board, автоматизирован в 1998 году.

## Достопримечательности
- Деннис-Хэд-Олд-Бикон — маяк 1789 года постройки. В 1971 году маяк и дом смотрителя включены в список памятников архитектуры категории «A»[9].

- Каменная изгородь вдоль берега острова использует метод сухой кладки, построена в 1832 году. В 1999 году изгородь включена в список памятников архитектуры категории «A»[10].